# 日本アフリカ学会
日本アフリカ学会（にほんアフリカがっかい、英語: Japan Association for African Studies）は、「アフリカ大陸及びその周辺地域の自然・人文・社会についての研究及び調査の推進をはかり、日本におけるアフリカ研究の発展に努めること」を目的として1964年に設立された学術団体。事務局所在地は京都府京都市。日本学術会議協力学術研究団体であり、日本学術会議などによる「学会名鑑」にも学会として登録されている。北海道、東北、関東、中部、関西、中国・四国、九州の7支部から構成される。2020年からの会長は大阪大学教授の栗本英世。
学術誌『アフリカ研究』（英題: Journal of African Studies）を発行し、研究奨励賞を実施している。